# Panamerikanische Spiele 2011/Leichtathletik – 5000 m der Männer
Der 5000-Meter-Lauf der Männer bei den Panamerikanischen Spielen 2011 fand am 25. Oktober 2011 im Telmex Athletics Stadium in Guadalajara statt.
15 Athleten aus elf Ländern nahmen an dem Wettbewerb teil. Die Goldmedaille gewann Juan Luis Barrios nach 14:13,77 min, Silber ging an Bayron Piedra mit 14:15,74 min und die Bronzemedaille sicherte sich Joilson da Silva mit 14:16,11 min.

## Rekorde
Vor dem Wettbewerb galten folgende Rekorde:
| Weltrekord        | Kenenisa Bekele | 12:37,35 min | Hengelo, Niederlande                                 | 31. Mai 2004  |
| Rekord der Spiele | Ed Moran        | 13:25,60 min | Panamerikanische Spiele in Rio de Janeiro, Brasilien | 23. Juli 2007 |

## Ergebnis
24. Oktober 2011, 18:10 Uhr
| Platz | Athlet                 | Land               | Zeit (min)  |
| ----- | ---------------------- | ------------------ | ----------- |
|       | Juan Luis Barrios      | Mexiko             | 14:13,77    |
|       | Bayron Piedra          | Ecuador            | 14:15,74    |
|       | Joilson da Silva       | Brasilien          | 14:16,11    |
| 4     | Juan Carlos Romero     | Mexiko             | 14:16,13 PB |
| 5     | Brandon Bethke         | Vereinigte Staaten | 14:17,31    |
| 6     | José Mauricio González | Kolumbien          | 14:19,43    |
| 7     | Javier Guarin          | Kolumbien          | 14:20,15    |
| 8     | Stephen Furst          | Vereinigte Staaten | 14:21,94    |
| 9     | Jhon Cusi              | Peru               | 14:28,31    |
| 10    | Raul Machahuay         | Peru               | 14:43,05    |
| 11    | Miguel Barzola         | Argentinien        | 14:44,23    |
| 12    | Luis Orta              | Venezuela          | 14:59,00    |
| 13    | Jose Raxon             | Guatemala          | 14:59,78    |
| 14    | Ubaldo De Los Santos   | Uruguay            | 15:23,87    |
| 15    | Oneil Williams         | Bahamas            | 18:01,55    |